# Javier Irazusta
Pour les articles homonymes, voir Irazusta.
Pas d'image ? Cliquez ici

a Compétitions nationales et continentales officielles uniquement.

b Matchs officiels uniquement.
Dernière mise à jour le 11 septembre 2018.
Javier Irazusta, né le 5 juin 1983, est un joueur de rugby à XV argentin qui évolue au poste de centre (1,86 m pour 90 kg).

## Carrière
- Jusqu'en 2005 : Regatas Bella Vista  Argentine
- 2005-2006 : Pays d'Aix RC  France
- 2006-2007 : Stade rochelais  France

## Palmarès
- Équipe d'Argentine -21 ans